# Ptenidium matthewsi
Ptenidium matthewsi é uma espécie de insetos coleópteros polífagos pertencente à família Ptiliidae.
A autoridade científica da espécie é Flach, tendo sido descrita no ano de 1889.
Trata-se de uma espécie presente no território português.